# Luis Llosa y Abril
Luis Llosa y Abril fue un político peruano. 
Nació en Arequipa el 25 de agosto de 1843, hijo de Francisco de Paula de la Llosa y Benavides y María Justa Abril Olazábal. Se casó con María Emilia Bernarda Llosa y Llosa el 26 de agosto de 1867 en Arequipa con quien tuvo 11 hijos. Fue Alcalde de Arequipa.
En 1881 formó parte de la Asamblea Nacional de Ayacucho convocado por Nicolás de Piérola luego de la Ocupación de Lima durante la Guerra del Pacífico. Este congreso aceptó la renuncia de Piérola al cargo de Dictador que había tomado en 1879 y lo nombró presidente provisorio. Sin embargo, el desarrollo de la guerra generó la pérdida de poder de Piérola por lo que este congreso no tuvo mayor relevancia.
Durante las fases finales de la guerra del Pacífico, Encontrándose el ejército chileno a pocas leguas del Misti, Luis Llosa Abril, comandante del Batallón No. 7 de la Guardia Nacional, no partió de la Ciudad Blanca a enfrentarse al invasor, en lo que debió haber sido la Batalla de Arequipa. Por el contrario, sublevó a su Batallón No. 7 contra el gobierno provisorio de Francisco García Calderón instalado en Lima. Con el ejemplo del batallón de Llosa, los demás cuerpos de la heroica Guardia Nacional arequipeña se levantaron contra el gobierno de García Calderón.
Luego de la guerra civil de 1884, con la reinstauración de la democracia en el gobierno de Andrés Avelino Cáceres en 1886, fue elegido Senador por Arequipa desde 1886 hasta 1889 y nuevamente en 1894. Ferviente cacerista, luego de la guerra civil de 1894 tuvo que huir de Arequipa luego de que la población pierolista asaltara su vivienda.